# Armée de terre brésilienne

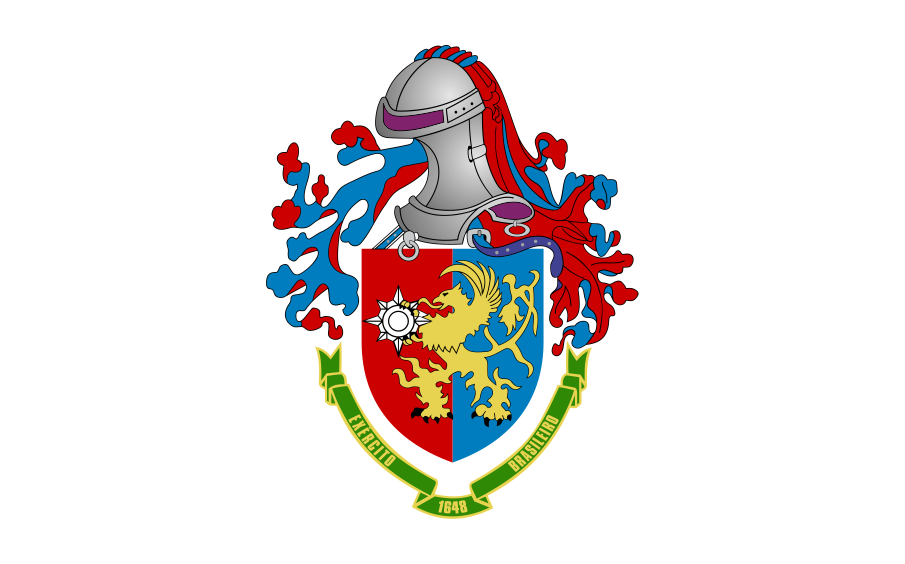
Drapeau de l'armée de terre.

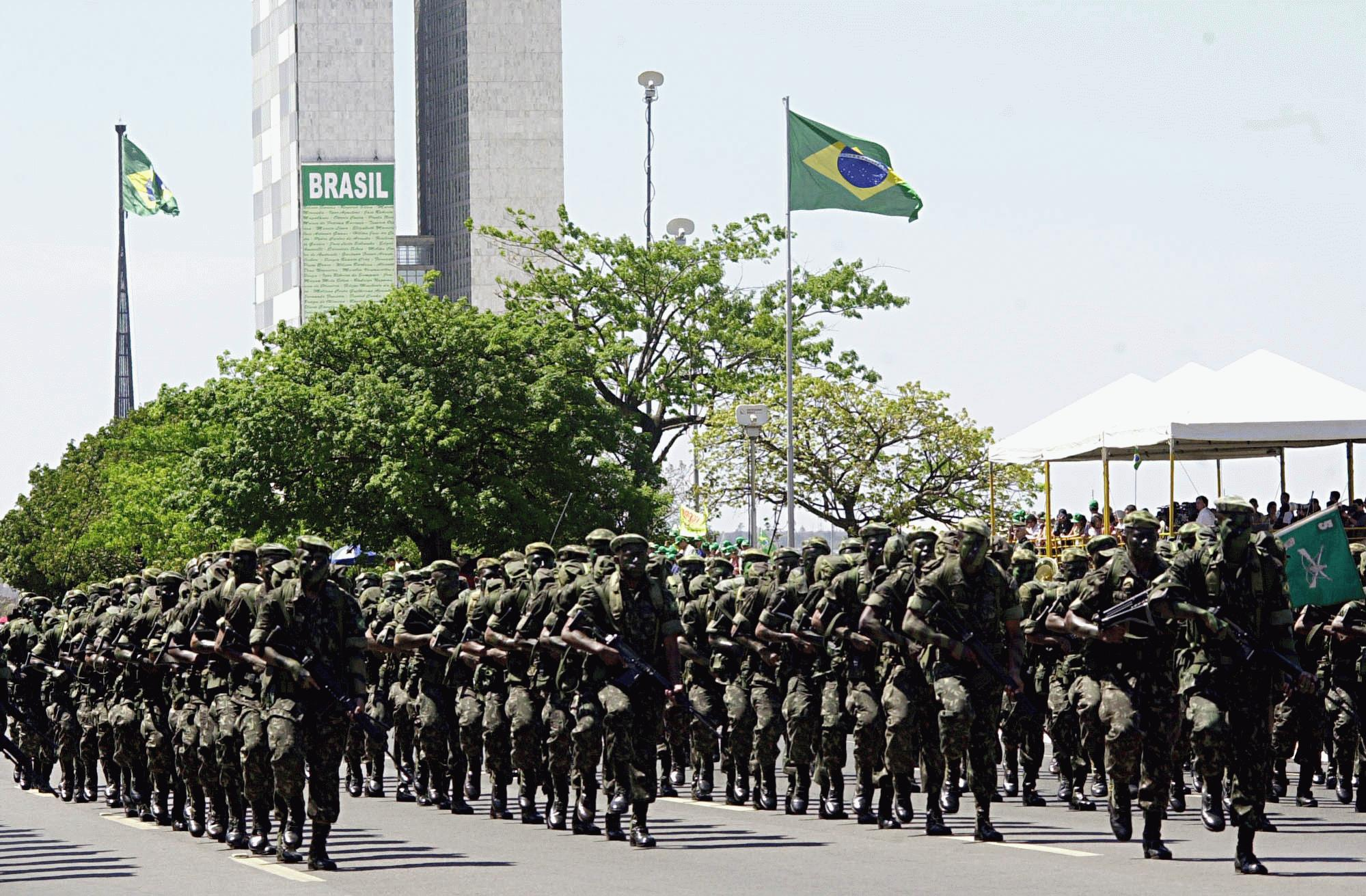
Défilé en 2003.

L'Armée brésilienne (en portugais: Exército Brasileiro) est la composante terrestre des forces armées brésiliennes. Création royale de 1822, elle connaît au XIXe siècle de longues guerres contre ses voisins qui permettent au pays d'agrandir son territoire. Au XXe siècle, hormis la Seconde Guerre mondiale, son action se décompose en de nombreux coups d'État et en missions de maintien de l'ordre d'obédience conservatrice.

## Histoire
Créée en même temps que l'indépendance du Brésil en 1822 par Pierre Ier du Brésil, cette armée participe aux nombreux conflits de l'Empire brésilien (guerre d'indépendance, rébellions internes et guerres étrangères) au XIXe siècle.

### Force expéditionnaire brésilienne
Peu de temps après la déclaration de guerre à l'Axe en 1942, le président brésilien enjoint à la population de soutenir l'effort de guerre. En deux ans, il enverra 25 000 hommes en Europe dans le cadre de la Force expéditionnaire brésilienne sur un total de 100 000 prévus. Ils combattront dans le cadre la campagne d'Italie.
C'est au début de juillet 1944 que les 5 000 premiers soldats brésiliens arrivent en Italie, plus précisément à Naples. Ils sont incorporés à la Task Force 45 de l'United States Army. Fin juillet, de nouveaux soldats arrivent, rejoints en novembre 1944 puis en février 1945 par de nouveaux renforts. Au début, les Brésiliens doivent changer leurs uniformes à cause du climat italien. Ensuite, ils rejoignent Tarquinia à 350 kilomètres au nord de Naples où ils deviennent membres de l'armée de Clark. En novembre 1944, la FEB est finalement incorporée au IVe corps US du général Crittenberger.
Les premières opérations des troupes brésiliennes sont des opérations de reconnaissances effectuées à la fin du mois d'août. Les Brésiliens devaient remplacer les troupes françaises parties pour servir à l'opération Dragoon. Le 16 septembre, ils occupent Massarosa puis le 18 septembre la ville de Camaiore puis d'autres villes. La FEB avait déjà conquis auparavant le Monte Prano qui contrôlait la vallée de Serchio et celle de Castelnuovo. Les Brésiliens avaient jusqu'alors subi relativement peu de pertes. La FEB se dirigea vers les Apennins où ils durent durant un hiver rigoureux faire face à la résistance de la Ligne Gothique.
Dans le nord de l'Italie, les Brésiliens apportèrent aux Alliés une contribution importante que reconnurent les Allemands. En février 1945, les troupes de la FEB de conserve avec celle de la 10e division de montagne américaine devaient réduire les dernières positions allemandes dans les Apennins. Ces positions contenaient notamment une puissante artillerie, très gênante pour la progression des Alliés notamment par ses tirs sur la route 64 en direction de Bologne.
À la suite de l'offensive, Brésiliens et Américains ont pris position dans les Apennins du 18 février au 5 mars. À la suite de l'offensive d'avril, les Allemands sont poussés à battre en retraite et Bologne est capturée le 21 avril par les troupes polonaises et américaines. Ensuite, les Allemands continuent à se replier et les Alliés sont soutenus par les mouvements de résistances italiens. Ainsi, les Américains parviennent à conquérir Parme, Modène et Gênes. La VIIe armée britannique prend elle les villes de Venise et Trieste. Les forces brésiliennes capturent un grand nombre d'Allemands à Collecchio et doivent ensuite briser une résistance allemande dans la région de Taro. Encerclées près de Fornoue, les forces allemandes doivent se rendre le 28 avril. Plus de 20 000 hommes dont une partie de la 148e division d'infanterie, de la 90e division légère et d'autres unités fascistes italiennes. Le 2 mai, les Brésiliens arrivent aux portes de Turin et rencontrent les troupes françaises qui ont franchi la frontière. D'autres troupes brésiliennes continuaient de leur côté à poursuivre les unités allemandes en retraite dans les Alpes. La nouvelle de la mort de Hitler mit définitivement fin aux combats en Italie et les troupes de l'Axe se rendirent aux Alliés.

### AuXXIesiècle
En 2008, l'armée dispose d'un effectif de 190 000 militaires, d'un budget de 2,4 milliards de réal brésilien, d'un total de 1 472 véhicules blindés, 6 676 véhicules non blindé et de 482 pièces d'artillerie.

## Armement de l'infanterie
Jusqu'en 1940, il était d'origine allemande et souvent identique à celui en service au Portugal. Depuis 1945, il est construit localement par les IMBEL qui obtint plusieurs licences de la FN Herstal.

### Armes en service de 1894 à 1945
- canon de campagne Krupp 7,5 cm FK 38.

### Armes légères en service depuis 1945
Cet armement est identique à celui des pays de l'OTAN. Il se compose comme suit :
- Browning M2HB comme mitrailleuse lourde.
- la mitrailleuse polyvalente FN MAG MG-3 FN Minimi
- Fusils d'assauts et FM léger IMBEL M964/M964A1 & M964 FAP (En cours de remplacement par IMBEL IA2 (en) 5,56/7,62 OTAN)
- Les FA IMBEL MD97 Colt M4A1 IMBEL PARAFAL (en) Heckler & Koch G36 Heckler & Koch HK416 Heckler & Koch HK417 IMI Tavor TAR-21.
- Pistolet mitrailleur : Beretta M12 MP5 Taurus SMT-9.
- M973 Colt PA M975 IMBEL GC (pt) Taurus TH9 Glock 17.
- Fusil de précision Barrett M82A1 Heckler & Koch PSG1 M40 rifle M24 Sniper Weapon System Remington MSR PGM Ultima Ratio Imbel AGLC (pt) SIG Sauer SSG 3000

### Équipement actuel
[Quand ?]
- Chars de combat principaux : 469 M60A3 TTS, Léopard 1A1 et Léopard 1A5/GR
- Véhicules blindés – 1850 (Iveco LMV 4x4, AV-VBL 4x4, Cascavel 6x6, Urutu 6x6, Guarani 6x6, M113 et M577)
- Pièces d'artillerie – 2150 (mortiers de 120 mm, ASTROS II, M101, M102, M114, 105 mm Mod 56, L118, Oerlikon 35 mm et Bofors 40 mm)
- Artillerie automotrice – 280 (M108, M109, M992 et Gepard)
- Système de missile sol-air – 220 (9K38 Igla et RBS 70)
- Bateaux fluviaux - 38 (LPR-40, Guardian 25, MRCD 1200/1250, DGS ETRH and Ferryboats)
- Autres véhicules militaires – 21000 (Agrale Marruá, Toyota Hilux, Mitsubishi Pajero, Land Rover Defender, Toyota Land Cruiser, Ford F, Worker, Atego, Constellation, Unimog, M35, moto, bus.

## Chars, blindés et artillerie
Le tableau suivant répertoire l'ensemble des chars, des blindés et de l'artillerie actuellement en service ou en stock.
| Équipement                  | Origine          | Type                                      | Versions           | Nombre en service en 2012 | Nombre en service en 2023 | Notes |
| Véhicule blindé             | Véhicule blindé  | Véhicule blindé                           | Véhicule blindé    | Véhicule blindé           | Véhicule blindé           | Véhicule blindé |
| --------------------------- | ---------------- | ----------------------------------------- | ------------------ | ------------------------- | ------------------------- | --- |
| Leopard 1                   | Allemagne        | Char d’assaut                             | 1A1                | 128                       | 41                        | Surplus belge, reçu entre 1997 et 2000,. Prévisions de retraite à venir. 39 opérationnel. |
| Leopard 1                   | Allemagne        | Char d’assaut                             | 1A5                | 230                       | 220                       | Surplus allemand. 250 dont 30 pour pièces détachées acquis en 2006. Prévision de modernisation pour 116 chars en 2021                                                                                               |
| M-60A3/TTS                  | États-Unis       | Char d’assaut                             | A3                 | 91                        | 35                        | Surplus américain acquis en 1996/1997. 60 en ligne en 2016 |
| M41                         | États-Unis       | Char léger                                | M41C               |                           | 50                        | |
| EE-9 Cascavel               | Brésil           | Automitrailleuse de reconnaissance        | EE-9               | 600                       | 408                       | 409 opérationnels, dont 45 ont été requalifiés. Prévision de modernisation ultérieure. Futur remplacement par une éventuelle version 8x8 de VBTP-MR.                                                                |
| VBTP-MR Guarani             | Brésil / Italie  | Véhicule de combat d'infanterie           | 30 mm              |                           | 13                        | |
| EE-11 Urutu                 | Brésil           | Véhicule de transport de troupes          | EE-11              | 723                       | 223                       | Être destiné à des tâches auxiliaires. 121 ont été repotentialisés. |
| M113                        | États-Unis       | Véhicule de transport de troupes          | M113               | 584                       | 386                       | Modernisé à la norme M113A2Mk1-BR |
| VBTP-MR                     | Brésil / Italie  | Véhicule de transport de troupes          | Guarani            | 400                       | 575                       | 2044 en commande (jusqu'en 2030) |
| M577 (en)                   | États-Unis       | Véhicule de commandement                  | A2                 |                           | 64                        | |
| LMV                         | Italie           | Véhicule utilitaire blindé                | LMV-BR             |                           | N/C                       | |
| Artillerie                  |                  |                                           |                    |                           |                           | |
| Obusier M108                | États-Unis       | Obusier automoteur                        | 105 mm             | 72                        | 0                         | Retrait en 2019 |
| M-109                       | États-Unis       | Obusier automoteur                        | 155 mm             | 169                       | 169                       | 37 M109A3 100 M109A5 32 M109A5+ |
| ATMOS 2000                  | Israël           | Obusier automoteur                        | 155mm              | 0                         | 0                         | Annonce de la commande de 36 exemplaires le 29 avril 2024. 2 livrés dans les 12 premiers mois, les autres d'ici 2034                                                                                                |
| ASTROS II                   | Brésil           | Lance-roquettes multiples                 | 108/180/300/450 mm | 64                        | 36                        | 20 ASTROS II MK3 18 ASTROS II MK3M 26 ASTROS II MK6 |
| AV-SS 12/36 (en)            | Brésil           | Lance-roquettes multiples                 | 70 mm              | +100                      | 0                         | |
| ASTROS HAWK                 | Brésil           | Lance-roquettes multiples                 | 70 mm              | 60                        | 0                         | |
| Obusier M114 155 mm         | États-Unis       | Obusier                                   | 155 mm             | 92                        | 95                        | En cours de remplacement par le M198 |
| Obusier M777 155 mm         | Royaume-Uni      | Obusier                                   | 155 mm             | -                         |                           | acheter dans les études |
| L118                        | Royaume-Uni      | Obusier                                   | 105 mm             | 36                        | 40                        | |
| OTO Melara Mod 56           | Italie           | Obusier                                   | 105 mm             | 72                        | 63                        | |
| Obusier M101                | États-Unis       | Obusier                                   | 105 mm             | 320                       | 233                       | |
| Obusier M102                | États-Unis       | Obusier                                   | 105 mm             | 19                        | 233                       | |
| M2 (en)                     | Brésil           | Mortier                                   | 120 mm             | 60                        | 77                        | |
| Mortier M30 107 mm (en)     | États-Unis       | Mortier                                   | 107 mm             | 209                       |                           | |
| M936 AGR                    | Brésil           | Mortier                                   | 81 mm              | 1019                      | 715                       | |
| L16                         | Royaume-Uni      | Mortier                                   | 81 mm              | ?                         | 453                       | |
| M949 AGR                    | Brésil           | Mortier léger                             | 60 mm              | 1050                      |                           | |
| Mortier Brandt 60 mm        | France           | Mortier Léger                             | 60 mm              | 1000                      |                           | |
| Défense aérienne            |                  |                                           |                    |                           |                           | |
| Flakpanzer Gepard           | Allemagne        | Canon antiaérien automoteur               | A2 - 35 mm         |                           | 34                        | |
| Canon bitube Oerlikon 35 mm | Suisse Italie    | Canon antiaérien                          | 35 mm              | 38                        | 39                        | Mise à niveau à la norme GDF-007 à l’étude. Portée 4 km, altitude 3 000 m. Prise en charge du système de radar Fledermaus (12 unités, 20 km) ou de la nouvelle acquisition SABER M-60 (60 km - 5 000 m, 20 achetée) |
| Bofors 40 mm L/70           | Suède            | Canon antiaérien                          | 40 mm              | 24                        | 27                        | en cours de mise à niveau, remplacement à l'étude, portée 4 km, altitude 3 000 m, prise en charge du système radar EDT-FILA (12 unités, 20 km) ou de SABRE M-60 récemment acheté (60 km - 5 000 m, 20 achetés)      |
| Bofors 40 mm L/60           | Suède            | Canon antiaérien                          | 40 mm              | 103                       | 0                         | En cours de remplacement par Igla SAM |
| Igla                        | Russie           | Missile sol-air MANPADS                   | SA-18/SA-24        | 57                        | N/C                       | |
| RBS 70                      | Suède            | Missile sol-air MANPADS                   |                    | 0                         | N/C                       | |
| MSA 3.1                     | Brésil           | Missile sol-air MANPADS                   | MSA 3.1            | En cours de développement |                           | |
| Armes antichars             |                  |                                           |                    |                           |                           | |
| Canon sans recul M40        | États-Unis       | Canon sans recul servi par les fantassins | 106 mm             | 194                       | 194                       | |
| Carl Gustav M2              | Suède            | Arme antichar                             | 84 mm              | 300                       |                           | |
| AT4                         | Suède            | LRAC                                      | 84 mm              | 1500                      |                           | En cours de remplacement par l'ALAC |
| ALAC                        | Brésil           | LRAC                                      | 84 mm              | 2000                      |                           | Lance des grenades-roquettes portables en remplacement de l'AT-4 |
| ERYX                        | France           | Missile antichar                          |                    | 57                        |                           | En cours de remplacement par MSS 1.2 |
| MILAN                       | France Allemagne | Missile antichar                          |                    | 20                        |                           | En cours de remplacement par MSS 1.2 |
| MSS 1.2 (en)                | Brésil           | Missile antichar                          |                    | 400                       |                           | Lanceur de missile portable longue portée. Anti-voiture Anti-Car Missile, d'autres peuvent être achetés |

## Unités commandos et forces spéciales
Elle comprend les unités suivantes :
- Comando de Operações Especiais (en)
- 1º Batalhão de Forças Especiais (en)
- 1º Batalhão de Ações de Comandos (pt)
- Centro de Instrução de Operações Especiais (pt)

## Aviation de l'armée de terre
De taille modeste, le commandement aérien de l’armée constitue l'aviation légère de l'armée de terre brésilienne, y apportant un soutien tactique aérien. Il comprend les types d'hélicoptères suivants[Quand ?] :
- 1 (+15) EC-725
- 8 AS-532 Cougar
- 4 (+6) Sikorsky UH-60 Black Hawk
- 34 AS-565A Panther (modernisation ordonnée)
- 19 AS-550 Fennec (modernisation ordonnée)
- 16 HB350-1 Esquilo (modernisation ordonnée)